# Formientu
Formientu (en català Forment) és una revista de literatura en asturià, dirigida per Inaciu Galán y González i editada per H.A. XAREOS, que nasqué l'octubre de 2006 amb l'objectiu de fer visibles els escriptors més joves. El seu primer número tingué un tiratge de 500 exemplars i comptà amb uns 26 autors. El segon, titulat "La narrativa más moza", isqué amb motiu de la XXVIII Selmana de les Lletres Austurianes i hi aparegueren 19 narradors. El tercer número és de setembre de 2007 i recopilava escrits de 10 autors amb temàtica eròtica.

## Autors participants
Llista d'autors apareguts en Formientu:
- - Abel Martínez González
  - Adrianu Martín
  - Alba Carballo
  - Alba Llaneza Pulido
  - Alberto Claver
  - Alejandra Sirvent
  - Alex Fernandi
  - Alfredo Huergo Zapico
  - Alicia Cortina Dávila
  - Álvaro Pérez
  - Ana Gayol
  - Andrés Astur Treceño
  - Barbara Burreli
  - Belinda González
  - Benxa Pérez
  - Berto García
  - Blanca Fernández Quintana
  - Blanca Martínez Sancho
  - Carlos Suari
  - Celia Fernández Lorenzo
  - Claudia Elena Menéndez Fernández
  - Cristina Menéndez Martín
  - Daniel Fernández García
  - David Artime Coto
  - David Carrasco Díaz
  - Denis Soria Fernández
  - Diego Aldebarán
  - Diego Solís
  - Elizabeth Felgueroso
  - Féliez Iglesias Fernández
  - Fonsu Suárez Román
  - Fran Melero “Frantxu”
  - Francisco Priegue
  - Héctor Menéndez Aneiros
  - Héctor Pérez Iglesias
  - Henrique Facuriella
  - Inacio Rodríguez-Solar
  - Inaciu Galán y González
  - Iris Díaz Trancho
  - Irma González-Quevedo Pedrayes
  - Ismael Carmona García
  - Iván Cuevas
  - Iván Iglesias
  - Javier Cayado Valdés
  - Javier Cubero de Vicente
  - Jesús García Díaz
  - Jorge Fernández García
  - José Ángel Gayol
  - José Casero Sánchez
  - Laura García Calvo
  - Laura Marcos
  - Llucía Di Salvo León
  - Marcos Salazar Lobato
  - María García Díaz
  - Marina Pangua
  - Miguel Rodríguez Monteavaro
  - Mino Álvarez
  - Moisés Cima Fernández
  - Nacho Wings
  - Naomi Suárez González
  - Nayar Crespo Sánchez
  - Nicolás V. Bardio
  - Noemí Rodríguez
  - Olaya Mallada Fernández
  - Pablo A. Quiroga Prendes
  - Pablo M. Testa
  - Pablo Rodríguez Alonso
  - Pablo Rodríguez Medina
  - Pablo Texón
  - Pablo X. Suárez
  - Paula Pulgar Alvés
  - Paulino Feito Alonso
  - Raquel F. Menéndez
  - Raúl García García
  - Ricardo Candás
  - Rubén d'Areñes
  - Rubén García Martín
  - Rubén Magadán Cosío
  - Rubén Rey Menéndez
  - Sergio Gutiérrez Camblor
  - Tiégui Alves
  - Vanessa Gutiérrez
  - Verónica Canel
  - Víctor Suárez
  - Victor Suárez Piñero
  - Xabel de Cea
  - Xabel Llano
  - Xaime Martínez Menéndez
  - Xaime Menéndez Llope
  - Xosé B. Álvarez
  - Xurde Álvarez Antón
  - Xurde Fernández

A més a més d'una representació de poetes de zona de parla asturiana de Lleó i el nord d'Extremadura, en les veus de Adrianu Martín (Ponferrada, 1986) i Isabel Carmona (Badajoz, 1986)
La revista està il·lustrada per gent jove com Raquel Prieto (Llangréu, 1987), Xurde Comerón (Mieres, 1987) i principalment Eduardo Portela (San Juan, Puerto Rico, 1982), amb la idea de donar a conèixer el nous artistes asturians i la seua obra.